# Tripsacum
Genre
Classification phylogénétique
Tripsacum est un genre de plantes monocotylédones de la famille des Poaceae, qui comprend une quinzaine d'espèces. Originaire d'Amérique centrale, il est très proche du genre Zea qui comprend notamment le maïs.
Étymologieselon Watson et Dallwitz, le terme Tripsacum serait formé à partir de deux racines grecques, « tri » (trois) et « psakas » (petits morceaux), en référence à la désarticulation des épis en au moins trois morceaux.

## Caractéristiques générales
Les Tripsacum sont des plantes pérennes grâce à un appareil racinaire ramifié et pourvu de rhizomes. La plante talle abondamment, formant des touffes importantes pouvant atteindre trois mètres de haut et un mètre de diamètre à la base.
Les inflorescences, en forme de pannicules lâches, sont bisexuées mais composées de fleurs unisexuées, groupées en épillets de deux fleurs, dont une seule fertile dans les épillets femelles. Les fleurs femelles se trouvent à la base des inflorescences et les fleurs mâles au sommet.
Génétiquele nombre chromosomique de base est x=9, les espèces pouvant être tétra, octo-, déca- ou dodécaploïdes (2n = 36, 72, 90 et 108 respectivement).

## Distribution
Les espèces de Tripsacum sont principalement présentes au Mexique, mais leur aire de répartition englobe une zone plus vaste allant des États-Unis au nord jusqu'au Paraguay au sud. Ce genre est inconnu dans l'ancien Monde.

## Liste des espèces
Selon World Checklist of Selected Plant Families (WCSP) (30 juin 2016) :
- Tripsacum andersonii J.R.Gray (1976)
- Tripsacum australe Cutler & E.S.Anderson (1941)
- Tripsacum cundinamarce De Wet & Timothy (1981)
- Tripsacum dactyloides (L.) L., Syst. Nat. ed. 10 (1759)
- Tripsacum intermedium De Wet & J.R.Harlan (1982)
- Tripsacum jalapense De Wet & Brink (1983)
- Tripsacum lanceolatum E.Fourn. (1886)
- Tripsacum latifolium Hitchc. (1906)
- Tripsacum laxum Nash (1909)
- Tripsacum maizar Hern.-Xol. & Randolph (1950)
- Tripsacum manisuroides De Wet & J.R.Harlan (1982)
- Tripsacum peruvianum De Wet & Timothy (1981)
- Tripsacum pilosum Scribn. & Merr. (1901)
- Tripsacum zopilotense Hern.-Xol. & Randolph (1950)